# 内青岚湖
内青岚湖是一个位于中国江西省进贤县的湖泊，面积约为19平方千米，蓄水量约为1000万立方米。